# Молинето (Падова)
Молинето је насеље у Италији у округу Падова, региону Венето.
Према процени из 2011. у насељу је живело 46 становника. Насеље се налази на надморској висини од 41 м.